# Južnoafrička nogometna reprezentacija
Južnoafrička nogometna reprezentacija ili Bafana Bafana predstavlja Južnu Afriku u nogometu. Pod vodstvom je Južnoafričkog nogometnog saveza - SAFA. Godine 1996. osvojili su Afrički kup nacija kojem su bili domaćin.

## Povijest
Nogomet je u Južnoj Africi poprilično dugo morao biti stvarno sporedna stvar, jer su zbog problema s aparthejdom tamošnji Nogometni savez čas primali - čas izbacivali iz FIFA-e i kontinentalne Konfederacije. No, poslije dva desetljeća bez i jedne jedine reprezentativne utakmice, južnoafrički ljubitelji nogometa konačno su 1992. godine dobili priliku da uživaju u čarima koji donosi nastup nacionalnog sastava. Nije dugo prošlo od te "debitantske" a minimalne pobjede nad Kamerunom, a reprezentacija s nadimkom "bafana bafana" ("momci") počela je donositi prve velike radosti.
Do prvog, a za sada i jedinog trofeja na međunarodnoj sceni, Južnoafrikanci su stigli na Afričkom kupu nacija 1996. godine, a već 1998. po prvi put su nastupili na Svjetskom prvenstvu. No, dalje od prvog kruga nisu uspjeli proći tada u Francuskoj, a ni četiri godine kasnije u Japanu i Južnoj Koreji. 

## Trenutačni sastav
| Broj      | Ime i prezime igrača | Nogometni klub        | Rođen              |
| Vratari   | Vratari              | Vratari               | Vratari            |
| --------- | -------------------- | --------------------- | ------------------ |
|           | Brian Baloyi         | Mamelodi Sundowns FC  | 16. ožujka 1974.   |
|           | Rowen Fernández      | Arminia Bielefeld     | 28. veljače 1978.  |
|           | Itumeleng Khune      | Kaizer Chiefs         | 20. lipnja 1987.   |
| Obrana    |                      |                       |                    |
|           | Matthew Booth        | Mamelodi Sundowns FC  | 14. ožujka 1977.   |
|           | Siboniso Gaxa        | Mamelodi Sundowns FC  | 6. travnja 1984.   |
|           | Morgan Gould         | Supersport United     | 23. ožujka 1983.   |
|           | Bongani Khumalo      | Supersport United     | 6. siječnja 1987.  |
|           | Tsepo Masilela       | Maccabi Haifa F.C.    | 5. svibnja 1985.   |
|           | Innocent Mdledle     | Orlando Pirates       | 12. studenog 1985. |
|           | Aaron Mokoena        | Portsmouth            | 25. studenog 1980. |
|           | Bryce Moon           | Panathinaikos FC      | 6. travnja 1986.   |
| Vezni red |                      |                       |                    |
|           | Lance Davids         | Supersport United     | 11. travnja 1985.  |
|           | Kagiso Dikgacoi      | Golden Arrows         | 24. studenog 1984. |
|           | Benson Mhlongo       | Orlando Pirates       | 9. studenog 1980.  |
|           | Teko Modise          | Orlando Pirates       | 22. prosinca 1982. |
|           | Steven Pienaar       | Everton               | 17. ožujka 1982.   |
|           | MacBeth Sibaya       | Rubin Kazan           | 25. studenog 1977. |
|           | Siphiwe Tshabalala   | Kaizer Chiefs         | 25. rujna 1984.    |
|           | Elrio van Heerden    | Blackburn Rovers      | 11. srpnja 1983.   |
|           | Bernard Parker       | Crvena zvezda Beograd | 16. ožujka 1986.   |
| Napadači  |                      |                       |                    |
|           | Thembinkosi Fanteni  | Maccabi Haifa F.C.    | 2. veljače 1984.   |
|           | Katlego Mashego      | Orlando Pirates       | 18. svibnja 1982.  |
|           | Katlego Mphela       | Mamelodi Sundowns FC  | 29. studenog 1984. |

## Igrači s najviše nastupa
| Igrač             | Reprezentativna karijera | Nastupa (golova) |
| ----------------- | ------------------------ | ---------------- |
| Aaron Mokoena     | 1999.-danas              | 105 (1)          |
| Benni McCarthy    | 1997.-danas              | 79 (31)          |
| Siyabonga Nomvete | 1999.-danas              | 79 (16)          |
| Shaun Bartlett    | 1995. – 2005.            | 74 (29)          |
| John Moshoeu      | 1992. – 2004.            | 73 (8)           |
| Delron Buckley    | 1999. – 2008.            | 73 (10)          |
| Lucas Radebe      | 1992. – 2003.            | 70 (2)           |
| Andre Arendse     | 1995. – 2004.            | 67 (0)           |
| Sibusiso Zuma     | 1998. – 2008.            | 67 (13)          |
| Mark Fish         | 1993. – 2004.            | 62 (2)           |

### Najbolji strijelci
| Igrač              | Reprezentativna karijera | Golova (nastupa) |
| ------------------ | ------------------------ | ---------------- |
| Benni McCarthy     | 1997.-danas              | 31 (79)          |
| Shaun Bartlett     | 1995. – 2005.            | 29 (74)          |
| Phil Masinga       | 1992. – 2001.            | 18 (58)          |
| Katlego Mphela     | 2005.-danas              | 18 (37)          |
| Siyabonga Nomvethe | 1999.-danas              | 16 (79)          |
| Sibusiso Zuma      | 1998. – 2008.            | 13 (67)          |
| Teko Modise        | 2007.-danas              | 10 (57)          |
| Delron Buckley     | 1998. – 2008.            | 10 (72)          |
| Bernard Parker     | 2007.-danas              | 10 (33)          |
| Doctor Khumalo     | 1992. – 2001.            | 9 (50)           |

## Izbornici od1992.
- Stanley Tshabalala (1992.)
- Ephraim Mashaba (1992.) i (2002. – 03)
- Augusto Palacios (1992. – 94)
- Clive Barker (1994. – 97)
- Jomo Sono (1998.) i (2002.)
- Philippe Troussier (1998.)
- Trott Moloto (1998. – 00)
- Carlos Queiroz (2000. – 02)
- April Phumo (2004.)
- Stuart Baxter (2004. – 05)
- Ted Dumitru (2005. – 06)
- Carlos Alberto Parreira (2007. – 08) i (2009. – 10)
- Joel Santana (2008. – 09)
- Pitso Mosimane (2006.) i (2010.-)